# Orcs
Pour les articles homonymes, voir orques.
Orcs est une trilogie de fantasy de Stan Nicholls, publiée en français chez l'éditeur Bragelonne. Elle comprend trois tomes : La Compagnie de la foudre, La Légion du tonnerre et Les Guerriers de la tempête, ainsi qu'une nouvelle inédite qui en est la préquelle, La Relève.

## Maras-Dantia

### Description
Maras-Dantia est le monde dans lequel se déroule l'histoire de Orcs. C'est un monde très grand, divisé en trois grandes parties : le sud, où résident la quasi-totalité des habitants de Maras-Dantia, le royaume aquatique, une mer très profonde qui ne possède que très peu de d'entrées pour les espèces non-aquatiques, et les terres glacées, la plus grande, inhabitables pour la plupart des espèces, qui a pour capitale Illex. Les humains Unis lui donnent le nom de Centrasie.

### Histoire

#### Version Multi
Tous les habitants de Maras-Dantia étaient ceux qu'on appellera plus tard les races ainées, c'est-à-dire toutes les races excepté les humains. Soudain les humains arrivèrent d'on ne sait où, et la magie, pourtant bien présente auparavant, disparut petit à petit depuis, surtout là où se trouvaient les humains.

#### Version Uni
Le début de la version Uni de Maras-Mandia est semblable à celle de la Bible : Dieu créa la terre, puis il créa un homme, Ademnius, et une femme, Evelaine (inspirés de Adam et Ève). Le reste de l'histoire de ces deux êtres est inconnu, mais dieu créa également toutes les sous-races (nom donné aux races-ainées par les Unis) pour tester les hommes et pour qu'ils lui prouvent leur amour pour lui en les exterminant avec tous ceux qui ne croient pas en lui.

#### Vraie version
Autrefois le monde n'était peuplé que d'humains (et non l'inverse comme dans la version Multi), mais un jour la sorcière Vermegram, reine de Maras-Dantia troua un portail magique permettant de relier Maras-Dantia aux autres mondes, qui contiennent chacun une espèce différente : un monde pour les orcs, un monde pour les nains, etc. Elle eut soudain l'idée de faire venir les orcs à Maras-Mandia, car ils étaient de parfaits guerriers. Seulement cette téléportation (non voulue par les orcs) eut un effet sur leur intelligence qui diminua considérablement. De très nombreuses autres espèces furent téléportées en Maras-Dantia involontairement. Finalement Vernegram tomba enceinte de Tentarr Arngrimm, un très puissant sorcier, et furent introduits dans l'embryon des gènes de Nyadd, car les Nyadd accouchent toujours de triplés et Vernegram voulait plusieurs héritiers. Ainsi naquirent Jennesta, Adpar et Sanara. Seulement, Vernegram devint maléfique et fut vaincue par Arngrimm. Elle légua en héritage le royaume de Maras-Dantia: Jennesta reçut le sud, Adpar le monde aquatique et Sanara les terres glacées. Le portail resta inactif et les clefs pour l'utiliser, les instrumentalités, furent disséminées dans le monde.

### Religion
Il existe deux grandes religions en Maras-Mandia : Les Unis, qui croient en un seul Dieu, et les Multi, qui croient en plusieurs dieux. Ces deux civilisations sont semblables à la religion Chrétienne et la religion grecque antique.
Les Unis pensent que leur seul but est de servir un dieu unique.
Les Multis croient en la Tétrade, c'est-à-dire  un dieu ayant chaque fonction
Contrairement aux Unis, ils ne croient pas que les malheurs qui leur arrivent sont dus aux dieux mais à eux seuls, les dieux n'apportant que du plaisir.
Il existe aussi d'autres religions, dont les pyros qui vénèrent le feu ou la religion des trolls qui nécessite des sacrifices. Il y a également en Maras-Dantia quelques rares personnes athées.

### Races
Les races de Maras-Dantia sont pour la plupart inspirés des univers récurrents d'Heroic fantasy (Orcs, Nains, Centaures,  Gremlins), mais il y a également des races créées par l'auteur pour son œuvre.

#### Pensantes
- Humain : Race prédominante mais divisée par les religions, elle est détestée par toutes les autres races. Ils propagent des maladies quasi-innoffensives pour eux mais mortelles pour les autres races.

- Orcs : Race qui ne vit que pour la guerre, ils ne peuvent vivre sans bataille. Ils sont beaucoup plus forts que les humains normaux et sont d'une importance cruciale lors de la guerre.

- Nains : Race qui travaille pour le plus offrant, ils sont solitaires et peu enclins à parler. La plupart ne pensent qu'à eux et détestent tout contact avec les autres.

- Gremlins : Race pacifique mais qui met un point d'honneur à venger ses membres importants qui ont été tués.

- Gobelins : Race avare obsédée par l'argent.

- Nyadds : Race pouvant vivre aussi bien sur terre que dans l'eau. Si dans le premier cas ils sont plutôt maladroits dans le deuxième ils sont surpuissants, car c'est leur élément naturel.

- Merzs : Race aquatique semblable aux sirènes, à ceci-près qu'elle compte également des mâles. Elle est en guerre contre les Nyadds.

- Pixies : Possédant des traits féminins (même chez les mâles), les pixies possèdent des lèvres pulpeuses et des oreilles pointues. Ils ont surtout une particularité: Leurs flatulences font sortir du feu de leur anus.

- Centaures : Race mi-humaine mi-cheval.

- Elfes : Des êtres gracieux. Les représentants des autres races ne parviennent pas à distinguer les mâles des femelles.

- Kobolds : Encore plus petits que les nains, ils ont la peau grisâtre. Ils ont des bras et des jambes très maigres mais sont étonnamment rapides. Ils chevauchent les vipères kirgzils.

- Trolls : Le portait qu'en donne le narrateur est semblable à celui de Gollum. Ils peuvent voir dans le noir et sont bestiaux sans être idiots.

- Ludions : Race primitive, ils ont l'apparence de bébés humains et réagissent exactement comme tels, à ceci près qu'à la moindre occasion ils s'emparent des biens d'autrui. Ils ont entre autres la capacité de voler dans les airs.

- Sluaghs : L'une des races les plus anciennes et les plus puissantes. Chaque Sluagh est polymorphe, ce qui fait que nul ne connait leur véritable apparence. Chacun d'eux peut lancer une violente attaque mentale qui fait se tordre de douleur leur adversaire. Ils sont incroyablement rapides.

#### Animaux
- Vipères kirgzils : Lézards géants vivant dans le désert. Ils ont le dos large, les pattes musclées, les yeux blancs et roses, une longue queue fourchue et des dents pointues et empoisonnées. Ils sont les moyens de locomotion et de combat préférés des Kobolds.

- Lembarrs : Semblables à des cerfs, ils ont la peau grise et blanche et des andouillers beaucoup plus robustes.

- Dragons : Obéissant aux femmes-dragons aux ordres de Jennesta, ils semblent avoir des communications avec leurs compagnes que seuls eux peuvent entendre (à la manière des dragons et des dragonniers d'Eragon).

- Tigres blancs à dents de sabre : Semblables au Smilodon, cette espèce sait comment attaquer en groupe de façon tactique et réfléchie.

#### Autres
- Veilleurs : Gardiens de la ville de Hecklowe, ce sont des homoncules entièrement créés par magie. Ils possèdent une vitesse phénoménale et sont de véritables machines à tuer. Entièrement mécaniques, ils ont un seul défaut : une fois tombés sur le dos, ils sont impuissants et incapables de se relever.

## Personnages

### Renards

#### Commandants
- Stryke : Chef de l'unité des Renards et guerrier expérimenté. Il est très respecté par ses subalternes et doit régulièrement s'interposer entre Haskeer et Jup qui ne se supportent pas.

- Alfray : Le porte-étendard des Renards, il porte accroché à une lance qu'il utilise pour se battre. Il est très fort pour son âge. Il est aussi leur médecin. Haskeer a énormément de respect pour lui.

- Coilla : Elle n'a pas son pareil pour le lancer de couteau. Elle possède un tableau de chasse impressionnant et a montré de grands dons de stratégie. Elle a tendance à avouer facilement ses pensées, ce qui gêne constamment Stryke qui lui préfère garder les siennes pour lui. Elle est la dernière commandante en date à être entrée dans l'unité.

- Jup : Seul non-orc de l'unité, c'est un nain qui met un point d'honneur à ce qu'on le différencie du reste de son espèce, qui a la réputation (vérifiée) d'être prêt à tout pour de l'or. Il a parfois du mal à soumettre l'unité à son autorité du fait de sa race, et se dispute constamment avec Haskeer qui ne supporte pas qu'il soit nain. Comme ceux de son espèce il possède des dons de magie, mais à cause de l'affaiblissement de celle-ci à Maras-Dandia il ne peut que détecter vaguement les traces d'autres personnes.

- Haskeer : ses grands talents de guerrier parviennent toujours à le garder en vie. Il ne supporte pas Jup.

#### Autres membres
Voici la liste complète par ordre alphabétique des autres membres de l'unité (dont certains n'ont que très peu d'importance) :
- Bhose
- Breggin
- Calthmon
- Darig se fit couper une jambe puis meurt lors de la bataille d'échevette
- Eldo
- Finje
- Gant
- Gleadeg
- Hystykk
- Jad
- Kestix qui meurt à l'entrée du royaume aquatique, celui d'Adpar
- Liffin
- Meklun meurt quelques jours après des suites d'une maladie
- Nep
- Noskaa
- Orbon
- Prooq
- Reafdaw
- Seafe
- Slettal
- Talag
- Toche
- Vobe
- Wrelbyd
- Zoda

### Armée de Jennesta
- Jennesta : Mi-humaine mi-nyadd, elle est la reine officielle du sud du continent. Elle est brutale et sans pitié envers ceux qui ne lui obéissent pas parfaitement. Perverse, elle aime faire croire à ses victimes qu'elle va les épargner avant de les tuer, de préférence de façon douloureuse. C'est une puissante magicienne, elle recharge sa magie en mangeant un cœur encore battant. Elle peut notamment communiquer avec ses sœurs en utilisant du sang frais. Dirigeant le pays d'une poigne de fer, son but est le pouvoir absolu.

- Kysthan : Général orc de l'armée de Jennesta, il a été vendu à elle par les Unis. C'est notamment lui qui présenta Coilla aux Renards lors de son arrivée dans l'unité. Il finit par être pendu haut et court à cause du retard de Delorran dans sa mission.

- Delorran : Orc brutal, il est entré très tôt en conflit avec Stryke, et tous deux se vouent une haine mutuelle. Il a reçu l'ordre par Kysthan de retrouver l'étoile et de tuer au passage les Renards à l'aide de sa troupe, trois fois plus importante que la leur.

- Mersadion : Remplaçant de Kysthan, il la sert aussi efficacement qu'il le peut pour éviter de finir comme lui. Souffre-douleur de la reine, il est terrorisé à chaque fois qu'il vient à sa rencontre.

- Glozellan : Dame des dragons de Jennesta, elle l'aidera à poursuivre les Renards avant de déserter elle aussi et de sauver la vie de Stryke.

- Micah Lekmann, Greever Aulay et Jabez Blaan : Trois chasseurs de primes spécialisés dans la chasse à l'orc. Lekmann, le chef, est le plus intelligent des trois et prend toutes les décisions. Aulay est un borgne (qui se retrouva vite privé d'un autre organe par le soin de Coilla) et Blaan une brute épaisse à la force titanesque incapable ou presque de réfléchir.

### Ruffet
- Krysta Galby : Grande prêtresse du village, elle est magicienne. Elle fait facilement confiance aux autres et déteste la guerre.

- Aidan Galby : Fils de Krysta, il est sauvé par Stryke lors de la bataille de Ruffet. Seulement, après le passage de Jennesta dans la ville il disparait mystérieusement...

- Rellston : Chef des gardes de Ruffet. Il ne fait pas confiance aux autres races mais sait reconnaitre les guerriers de valeurs. Il voue sa vie à protéger Ruffet et Krysta Galby.

### Autres
- Serapheim : Humain mystérieux qui traverse le pays sans arme aucune. Il croise à plusieurs reprises le chemin des Renards, qui l'aperçoivent parfois de loin avant de le voir disparaitre. Il semble être le seul à connaitre le fin mot de l'histoire, mais nul ne sait qui il est vraiment...

- Mobbs : Un érudit gremlin. Il connait la légende des instrumentalités. Il est sauvé des kobolds par les Renards.

- Kimball Hobrow : Fanatique uni qui réside à Trinité. Il a pour projet de tuer toutes les races ainées et les Multi, afin que seuls les humains Unis restent. Il voue une haine immense aux "sous-races", dont les orcs. Il a une fille nommée Miséricorde.

- Krenad : Chef d'une unité orc qui a déserté le camp de Jennesta. Il proposera à Stryke de faire fusionner leurs troupes, mais ce dernier refusera. Il lui sera cependant d'une grande aide dans la bataille de Ruffet.

- Trispeer : Autre déserteur orc, il tente de rejoindre les Renards mais Stryke refuse. Il est retrouvé par Hobrow qui le torture. Il finit par avouer la direction prise par les Renards et meurt de ses blessures après d'atroces souffrances.

- Razatt-Kheage : Gobelin esclavagiste, il gagne beaucoup d'argent avec son business et n'a aucun scrupule.

- Tannar : Roi des Trolls, c'est lui qui préside les cérémonies rituelles d'exécution pour honorer leur dieu.

- Keppatawn : Chef du clan des centaures de la forêt de Drogan. Il a volé de nombreuses années auparavant l'étoile d'Adpar, en y perdant le contrôle de sa jambe. Bienveillant, il accepte chaleureusement tous ceux qui ne viennent pas avec de mauvaises attentions. Le nom de son père était Mylcaster.

### Personnages de légende
- Adpar et Sanara : Sœurs triplées de Jennesta. Selon la légende Adpar règne sur le royaume aquatique et comme sa sœur prend plaisir à faire souffrir les autres. Quant à Sanara la légende ne dit rien sur elle, si ce n'est que contrairement à ses sœurs elle n'est pas maléfique.

- Vermegram : Sorcière légendaire, on dit qu'il y a longtemps elle a dirigé Maras-Mandia dans toute son intégralité.

- Braetagg : Supposé être l'un des premiers orcs, il a donné son nom à la fête de Braetagg, très importante pour le peuple orc. Son cadavre est conservé par magie depuis plusieurs siècles pour être célébré durant la fête de Braetagg.

## Histoire

### La Relève
Alors que la fête de Braetagg, chère aux orcs, approche, et que l'unité voit arriver un nouveau caporal nommée Coilla, le cadavre de Braetagg, indispensable à la fête, est enlevé par des adorateurs du feu, les Pyros. Les Renards sont chargés de le retrouver, entier si possible…

### La Compagnie de la foudre
Le livre raconte l'histoire d'une unité d'orcs menée par le courageux Stryke, assistés de ses camarades Coilla, Alfray, Jup et Haskeer. Ceux-ci réussissent une mission visant à voler un étrange objet rond et garni de pointes mais se le font voler sur le chemin du retour. Ils parviennent à le retrouver et rencontrent Moobs, un Gremlin qui leur raconte que cet objet est une instrumentalité et que selon une légende la libération de toutes les races ainées est le but de cet objet. Stryke, sachant que le retard pris par le vol de l'objet donnerait lieu à leur exécution aussitôt qu'ils seraient rentrés, décide de partir en quête des autres instrumentalités afin de découvrir quel secret elles contiennent…

### La Légion du tonnerre
Alors que les Orcs sont à la recherche de leur troisième instrumentalité (ils en ont trouvé une dans la ville de Trinité), Stryke et Alfray sont sur le point d'être sacrifiés par des trolls qui la détiennent. Pendant ce temps, Coilla a été capturée par trois chasseurs de primes aux ordres de Jennesta, et Haskeer, qui semble devenu fou, s'est enfui avec leurs deux étoiles. Et il n'y a qu'un seul moyen de récupérer la quatrième étoile : obtenir une larme d'Adpar, la sœur de Jennesta, qui habite au fin fond de l'océan.

### Les Guerriers de la tempête
Stryke possède maintenant quatre instrumentalités. Il est sauvé de la mort par Glozellan, l'ancienne dame des Dragons de Jennesta. Lui et les orcs rejoignent Ruffet, où ils découvrent à leur grande surprise une communauté d'humains qui les accueillent chaleureusement. Ils les aident alors à organiser une bataille contre le fanatique Kimball Hobrow qui prépare une attaque contre eux, mais doivent fuir avec l'instrumentalité de Ruffet quand Jennesta arrive. Alors qu'ils sont en train d'affronter les forces de Ruffet qui les ont poursuivis Stryke parvient à activer les instrumentalités. Lui, Alfray, Coilla, Jup, Haskeer et leurs troupes se réveillent alors dans les terres glacées de Maras-Dantia, et ne tardent pas à être emprisonnés par de mystérieuses créatures avec Sanara, la troisième sœur de Jennesta…